# Бландфорд (переписна місцевість, Массачусетс)
Бландфорд (англ. Blandford) — переписна місцевість (CDP) в США, в окрузі Гемпден штату Массачусетс. Населення — 363 особи (2020).

## Географія
Бландфорд розташований за координатами 42°10′30″ пн. ш. 72°55′26″ зх. д. / 42.17500° пн. ш. 72.92389° зх. д. (42.175006, -72.923862).  За даними Бюро перепису населення США в 2010 році переписна місцевість мала площу 2,98 км², з яких 2,98 км² — суходіл та 0,01 км² — водойми.

## Демографія
Згідно з переписом 2010 року, у переписній місцевості мешкали 393 особи в 162 домогосподарствах у складі 116 родин. Густота населення становила 132 особи/км².  Було 174 помешкання (58/км²).
Расовий склад населення:
| - 98,0 % — білих - 0,5 % — корінних американців - 0,5 % — азіатів |

До двох чи більше рас належало 0,5 %. Частка іспаномовних становила 1,3 % від усіх жителів.
За віковим діапазоном населення розподілялося таким чином: 19,3 % — особи молодші 18 років, 66,7 % — особи у віці 18—64 років, 14,0 % — особи у віці 65 років та старші. Медіана віку мешканця становила 45,9 року. На 100 осіб жіночої статі у переписній місцевості припадало 104,7 чоловіків;  на 100 жінок у віці від 18 років та старших — 104,5 чоловіків також старших 18 років.
Середній дохід на одне домашнє господарство  становив 77 583 долари США (медіана — 67 917), а середній дохід на одну сім'ю — 87 114 долари (медіана — 92 708). За межею бідності перебувало 8,1 % осіб, у тому числі 15,5 % дітей у віці до 18 років та 0,0 % осіб у віці 65 років та старших.
Цивільне працевлаштоване населення становило 235 осіб. Основні галузі зайнятості: освіта, охорона здоров'я та соціальна допомога — 23,4 %, науковці, спеціалісти, менеджери — 14,0 %, виробництво — 10,6 %, мистецтво, розваги та відпочинок — 9,4 %.